# The Pietasters
The Pietasters é uma banda norte-americana formada em 1990 em Washington, D.C. que mistura ska e soul e faz parte da terceira onda do ska.

## Membros

### Formação actual
- Stephen Jackson - voz
- Toby Hansen - guitarra, trompete
- Andrew Guterman - bateria
- Alan Makranczy - saxofone
- Jeremy Roberts - trombone
- Carlos Linares - trompete
- Jon Darby - baixo
- Dan Schneider - teclado

### Membros anteriores
- Talmage Bayer - voz
- Tom Goodin - guitarra
- Pat Kelley - guitarra
- Todd Eckhardt - baixo (falecido)
- Chris Watt - baixo
- Jorge Pezzimenti - baixo
- Ben Gauslin - bateria
- Rob Steward - bateria
- Eric Raecke - saxofone tenor
- Rob French - trombone
- Caroline Boutwell - farfisa
- Paul T. Ackerman - teclado
- Erick Morgan - teclado
- Jeb Crandall - teclado
- Dave Pinkert - teclado
- Jason Trippett - saxofone

## Discografia

### Álbuns de estúdio
- The Pietaster (1993, Slug Tone! Records)
- Oolooloo (1995, Moon Ska Records)
- Willis (1997, Hellcat Records)
- Awesome Mix Tape, vol. 6 (1999, Hellcat Records)
- Turbo (2002, Fueled by Ramen)
- All Day (2007, Indication Records)